# Hugh Padgham
Hugh Charles Padgham es un productor discográfico británico. Ha ganado un gran número de premios, entre ellos 4 premios Grammy incluyendo el de "Mejor Productor e Ingeniero del Año" por su trabajo. En una encuesta de 1992 en la revista "Mix", fue votado como uno de los diez productores más influyentes del mundo.

## Biografía
Padgham comenzó como operador de cinta en los Estudios Advision, trabajando en diferentes sesiones de grabación para el grupo Yes y Emerson, Lake & Palmer. Luego se fue a los Estudios Landsowne, dejando su rol de operador de cinta/asistente de ingeniería para convertirse en ingeniero de sonido. En 1978 Padgham consiguió un trabajo en los estudios The Townhouse, donde fue ingeniero y/o produjo a músicos tales como Peter Gabriel, y Phil Collins, o el grupo XTC entre otros.
El trabajo previo de Padgham con Gabriel y Collins lo llevó a una larga y muy exitosa colaboración con el grupo Genesis en la década del '80, produciendo diversos álbumes y sencillos exitosos como Genesis e Invisible Touch. Además de su trabajo con Genesis y XTC, Padgham fue coproductor de dos álbumes de The Police: Ghost in the Machine y Synchronicity.
En la década del 2000, Padgham tuvo un gran éxito junto a Sting así como también con un grupo pop llamado McFly. Hugh tuvo cuatro éxitos en 2005 y 2006 junto a McFly y ocho singles "Top Ten". Actualmente se encuentra trabajando en el nuevo disco de I Was a Cub Scout, titulado "Embrace The Echoes".

## Sonido característico de batería
A Padgham se le acredita haber creado el sonido de reverberación de batería característico, utilizado prominentemente en el éxito de Phil Collins "In the Air Tonight" a principio de los '80. Este sonido fue utilizado por primera vez en el tercer álbum como solista de Peter Gabriel de 1980, donde Padgham fue ingeniero de sonido y en el cual Collins aportó sus baterías. Durante este tiempo, Padgham estaba trabajando de manera regular como ingeniero de grabación para el productor británico Steve Lillywhite, y colaboraron en muchos álbumes y éxitos muy conocidos a principios de los '80.
El efecto de reverberación de Padgham es creado al agregar una gran cantidad de sonido ambiente altamente comprimido al sonido original de la batería, y luego amplificando esa señal de reverberación por medio de un dispositivo electrónico conocido como Compuerta de Ruido (del inglés "Noise gate"). Este aparato puede ser programado para cortar cualquier señal que se le suministre, ya sea luego de un período específico (en este caso en decenas de milisegundos), o cuando la señal de entrada cae por debajo de un valor de volumen determinado. El resultado es este efecto de reverberación, donde este se corta abruptamente en lugar de desvanecer progresivamente.
En una entrevista del año 2006, Padgham reveló como el efecto fue grabado la primera vez: "Todo surgió a través de la consola SSL. Esta consola tenía un compresor de sonido masivo con la idea de colocar un micrófono en el centro del estudio y escuchar a alguien hablando en la otra punta. Y resultó que lo encendimos un día que Phil Collins estaba tocando su batería. Luego yo tuve la idea de retroalimentarlo en la consola y agregarle la compuerta de sonido, entonces cuando el dejó de tocar notamos el gran sonido que había resultado."

## Contribuciones
Artistas para los que Padgham fue productor o ingeniero incluyen:
- The Lightyears
- The Volts
- Bee Gees
- David Bowie
- Kate Bush
- Toni Childs
- Clannad
- Phil Collins
- Julian Cope
- Sheryl Crow
- Sweet
- Melissa Etheridge
- Frida
- Genesis
- Peter Gabriel (ingeniero, 1980)
- Hall & Oates
- The Human League
- Madness (mezcla, 1988)
- Elton John
- Paul McCartney
- Mike and The Mechanics
- Youssou N'Dour
- The Police
- Psychedelic Furs
- Split Enz
- Sting
- The Tragically Hip
- Brian Wilson
- XTC (ingeniero, 1979, 1980, 1982)
- McFly
- 311
- I Was a Cub Scout
- La Mona Jiménez

- Datos: Q968524